# Топурия, Варлам Трифонович
Варлам Трифонович Топурия (груз. ვარლამ ტრიფონის ძე თოფურია, 8 января 1901, деревня Онтопо, Кутаисская губерния, Российская империя — 21 августа 1966, Тбилиси, Грузинская ССР) — грузинский советский учёный-филолог. Академик АН Грузинской ССР (1944)

## Биография
Начальное образование получил в сельской школе в селе Онтопо. Продолжил обучение в Кутаисской грузинской гимназии, которую окончил в 1918 году, в год открытия первого грузинского национального университета.
В 1922 году окончил Тбилисский государственный университет (первый выпуск).

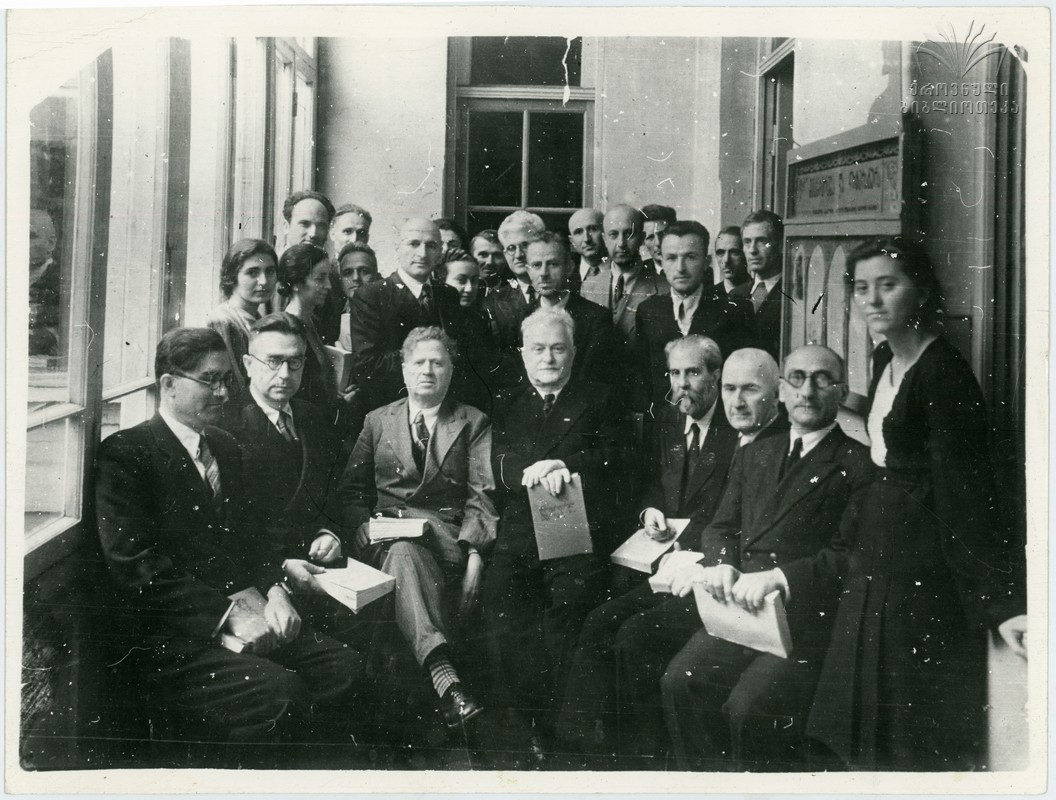
В здании Академии наук после конференции. 1945. Топурия стоит во втором ряду в центре

С 1923 года преподавал в Тифлисском педагогическом институте, затем — в Кутаисском педагогической институте (среди учеников — Ладо Асатиани), в Тбилисском университете (1936—1966, с 1945 года заведующий кафедрой грузинского языка), сотрудничал в Институте языкознания (1936—1966 гг., заведующий отделом картвельских языков, 1941—1943 гг. — заместитель директора Института, 1943—1949 гг. — директор). Доктор наук (1935).
Похоронен в пантеоне Дидубе.

## Научные интересы
Основные труды по истории (фонетика и словообразование) картвельских языков, грузинской диалектологии, грамматике сванского языка, лакскому языку Дагестана. Собирал сванские тексты и фольклор.
Разрабатывал методику преподавания грузинского языка.

## Личная жизнь
Сын — языковед Гурам Топурия (1930—2006)